# Inter-Info
Inter-Info war ein 1993 vom slowenischen Künstler Branko Smon am Stuttgarter Fernsehturm veranstaltetes Kunstprojekt, bestehend aus drei Seilen, an denen zahlreiche rote Windsäcke hingen. Sie sollten die globale Bedeutung der Telekommunikation veranschaulichen. Das Kunstprojekt begann am 12. Mai 1993. Allerdings hingen diese Säcke wegen Turbulenzen nur in den ersten Tagen wie gewünscht im Wind. Meist waren sie durch Turbulenzen um die Halteseile gewickelt. Hierdurch wurden im Laufe der Zeit auch einige Windsäcke beschädigt und man beschloss so, Inter-Info nach nur zwei Monaten Dauer im Juli 1993 vorzeitig abzubrechen.
Einige Reste der Stoffsäcke waren noch bis zum Jahr 2002 in den Baumkronen in der Nähe des Stuttgarter Fernsehturms zu sehen.